# Severínia
Severínia es un municipio brasileño del estado de São Paulo.
Se localiza a una latitud 20º48'34" sur y a una longitud 48º48'10" oeste, estando a una altitud de 605 metros. Tiene una población de 15.501 habitantes (IBGE/2010). Severínia pertenece a la Microrregión de Catanduva.

## Geografía
Posee un área de 140,395 km².

### Hidrografía
- Río de la Cachoeirinha

### Carreteras
- SP-322
- SP-373

## Demografía
Datos del Censo - 2010
Población total: 15.501
- Urbana: 14.774
- Rural: 727
- Hombres: 8.045[5]
- Mujeres: 7.456

Densidad demográfica (hab./km²): 110,38

## Administración
14ª Legislatura: De 1 de janeiro de 2009* a 31 de dezembro de 2012
- Prefecto: Raphael Cazarine Hijo
- Viceprefecto: Ivo Ariovaldo Pimenta
- Presidente de la Cámara: Celso da Silva (biênio 2011/2012)